# Traité de Fort Wayne (1809)
Pour les articles homonymes, voir Traité de Fort Wayne.

Carte des cessions de terres dans l'Indiana par les Amérindiens au profit des États-Unis.

Le traité de Fort Wayne est un traité signé en 1809 qui permit aux États-Unis d'acquérir 3 000 000 acres (à peu près 12 000 km2) de terres amérindiennes pour les colons blancs de l'Illinois et de l'Indiana. Les tribus impliquées sont les Lenapes, les Eel River (en), les Miamis et les Potawatomis pour les premières négociations ; puis plus tard les Kickapous et les Weas, qui sont les principaux habitants de la région. Le traité mena à une guerre avec les États-Unis entamée par le chef shawnee Tecumseh et d'autres Amérindiens dissidents dans ce qui sera appelé la « guerre de Tecumseh ».